# Laura Antonelli
Laura Antonelli (Pula, 28. prosinca 1941. – Rim, 22. lipnja 2015.), bila je talijanska glumica s ulogama u 45 filmova između 1965. i 1991.

## Rane godine
Antonelli je rođena kao Laura Antonaz u Puli, tada prijestolnici talijanske pokrajine Istre (danas Pula, Hrvatska).

## Karijera
Izvorno uvježbavana u Napulju za poučavanje tjelesne kulture, Antonelli se prvi put pojavila u talijanskim reklamama za Coca Colu,  a prvi film Le sedicenni snimila je 1965. godine nakon čega je slijedio njezin američki debi Dr. Goldfoot and the Girl Bombs (1966.). Uslijedile su druge uloge, a prva istaknuta uloga bila je u filmu Malizia 1973. godine. Pojavljivala se u nekoliko seksualnih farsi kao što su Till Marriage Do Us Part/Mio Dio come sono caduta in basso!.

## Filmografija
- Malizia 2000 (1991.), Angela
- L'Avaro (1989.), Frosina
- Rimini Rimini (1987.), Noce Bove
- Roba da ricchi (1987.), Mapi Petruzzelli
- Grandi magazzini (1986.), Elèna Anzellotti
- La Venexiana (1986.), Angela
- La Gabbia (1986.), Marie Colbert
- Tranches de vie (1985.), Monica Belli, la star
- Sesso e volentieri (1982.), Carla De Dominicis / mušterija u supermarketu / princeza
- Porca vacca (1982.), Mariana
- Viuuulentemente mia (1982.), Anna Tassotti
- Passion of Love (1981.), Clara
- Casta e pura (1981.), Rosa
- Il Turno (1981.), Stellina
- Mi faccio la barca (1980.), Roberta
- Inside Laura Antonelli (1979.)
- Tigers in Lipstick (1979.), poslovna žena
- Il Malato immaginario (1979.), Tonina
- Gran bollito (1977.), Sandra
- Wifemistress (1977.), Antonia De Angelis
- The Innocent (1976.), Giuliana Hermil
- The Divine Nymph (1975.), Manoela Roderighi
- Simona (1974.), Simone
- Till Marriage Do Us Part (1974.), Eugenia di Maqueda
- Sessomatto (1973.), razne uloge
- Malicious (alias Malizia), Angela
- Peccato veniale (1973.), Laura
- All'onorevole piacciono le donne (1972.), sestra Hildegarde
- Dr. Popaul (1972.), Martine Dupont
- The Married Couple of the Year Two (1971.), Pauline
- Il merlo maschio (1971.), Costanza Vivaldi
- Sans mobile apparent (1971.), Juliette Vaudreuil
- Incontro d'amore a Bali (1970.), Daria
- Gradiva (1970.)
- A Man Called Sledge (1970.), Ria
- The Archangel (1969.)
- Le Malizie di Venere (1969.), Wanda
- Un Detective (1969.), Franca
- Satyricon (1968)
- La Rivoluzione sessuale (1968.), Liliana
- Scusi, lei è favorevole o contrario? (1967.)
- Dr. Goldfoot and the Girl Bombs (1966.), Rosanna
- Šesnaestogodišnjakinje (1965.)

## TV uloge
- Disperatamente Giulia (1989.) (miniserija), Carmen Milkovich
- Indifferenti, Gli (1988.) (miniserija), Lisa

## Vanjske poveznice
- Laura Antonelli na Internet Movie Databaseu
- MySpace Tribute Page  Arhivirana inačica izvorne stranice od 23. prosinca 2009. (Wayback Machine)
- "Divina Creatura" – Tribute to Laura Antonelli